# 河原神社 (清須市)
河原神社（かわらじんじゃ）は愛知県清須市にある神社。

## 由緒

### 概要
創建年代は不明。主祭神は大己貴命だが『本国帳』には従三位河原天神と記され、宝暦元年（1751年）に刊行された『張洲府志』には「河原神社は阿原村にあって今は星宮という」とあり、『清洲誌』や『尾張名所図会』にも同様の記述があるという。かつては「星野宮」と称し、拝殿の左右に湧き出していた「神眼池」の水は眼病にご利益があるとして参拝者が多くあったと伝わる。
「星大明神」の記述がある寛永17年（1640年）のものから明治以降のものを含めて、現在までに22枚の棟札が保存されており、神社の歴史を示す資料となっている。

### 近代
1907年（明治40年）郷社に列せられた。戦後は十級社とされたが、1953年（昭和28年）八級社となった。現在では周辺は宅地化され、神眼池も水槽が残るのみとなっている。1994年（平成6年）には近在の八幡社とともに奉賛会が結成され、2000年（平成12年）に修復工事が行なわれた。

## 建物
拝殿
正確な年代は不詳だが、江戸末期から明治にかけて建築されたと考えられている。妻飾りは南面に「鶴と亀」、北面に「月に兎」の浮き彫り、四隅の頭貫には獏と獅子の彫刻が施されている。1948年（昭和23年）に大改修が行なわれた記録あり。
本殿
一間社神明造檜皮葺で1949年（昭和24年）4月に再建された。6尺・5尺で、三方に2尺の縁が設けられている。組勾欄は円柱ヒノキ材仕上げ。
祭文殿
1911年（明治44年）3月建立。円柱ヒノキ材で造られており、左右の幅5間2尺（987.4センチ）の中央8尺（242.4センチ）を開けた作り。奥行きは1間（182センチ）。

## ギャラリー

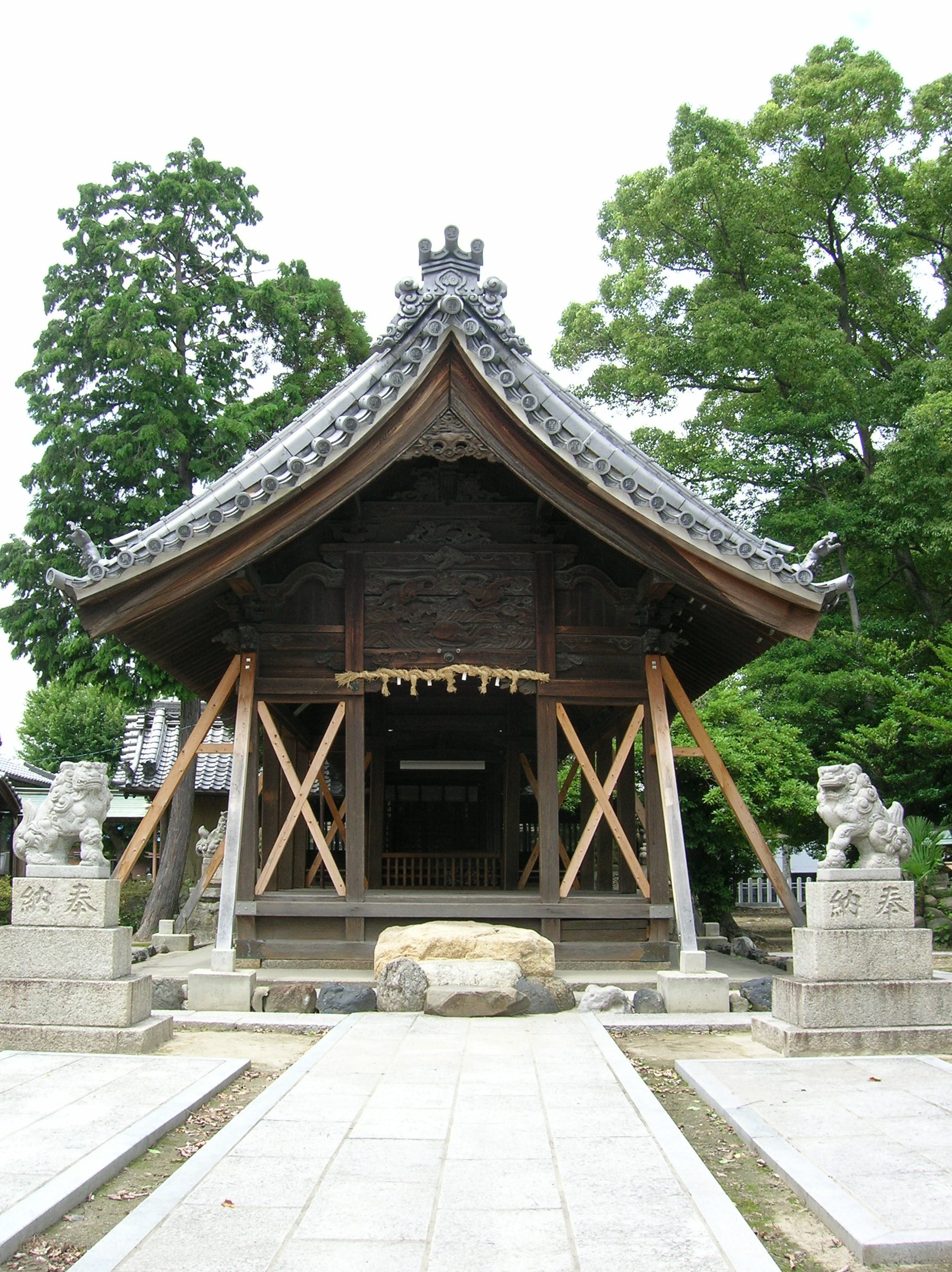
正面から見た拝殿
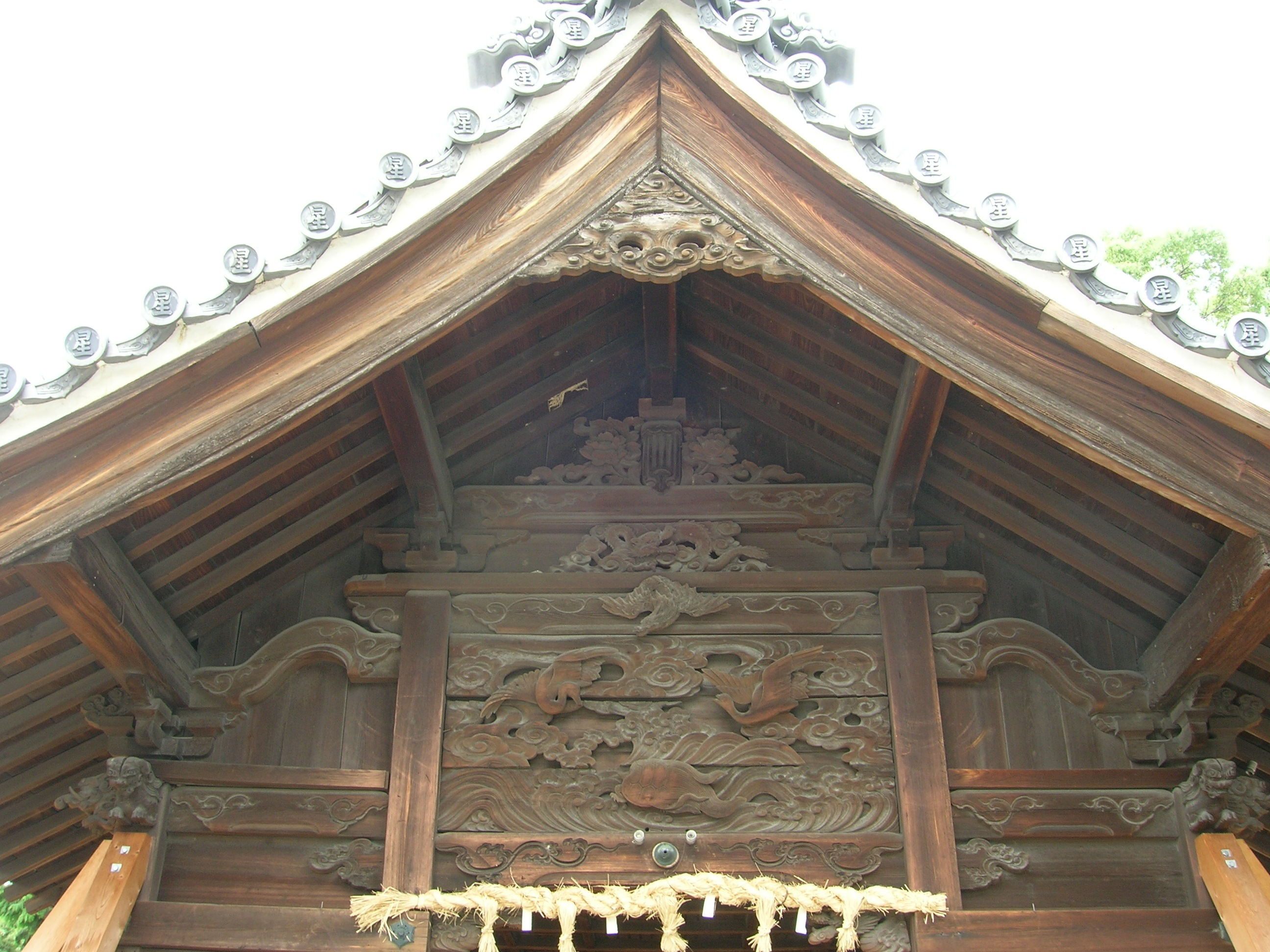
拝殿南面の妻飾り
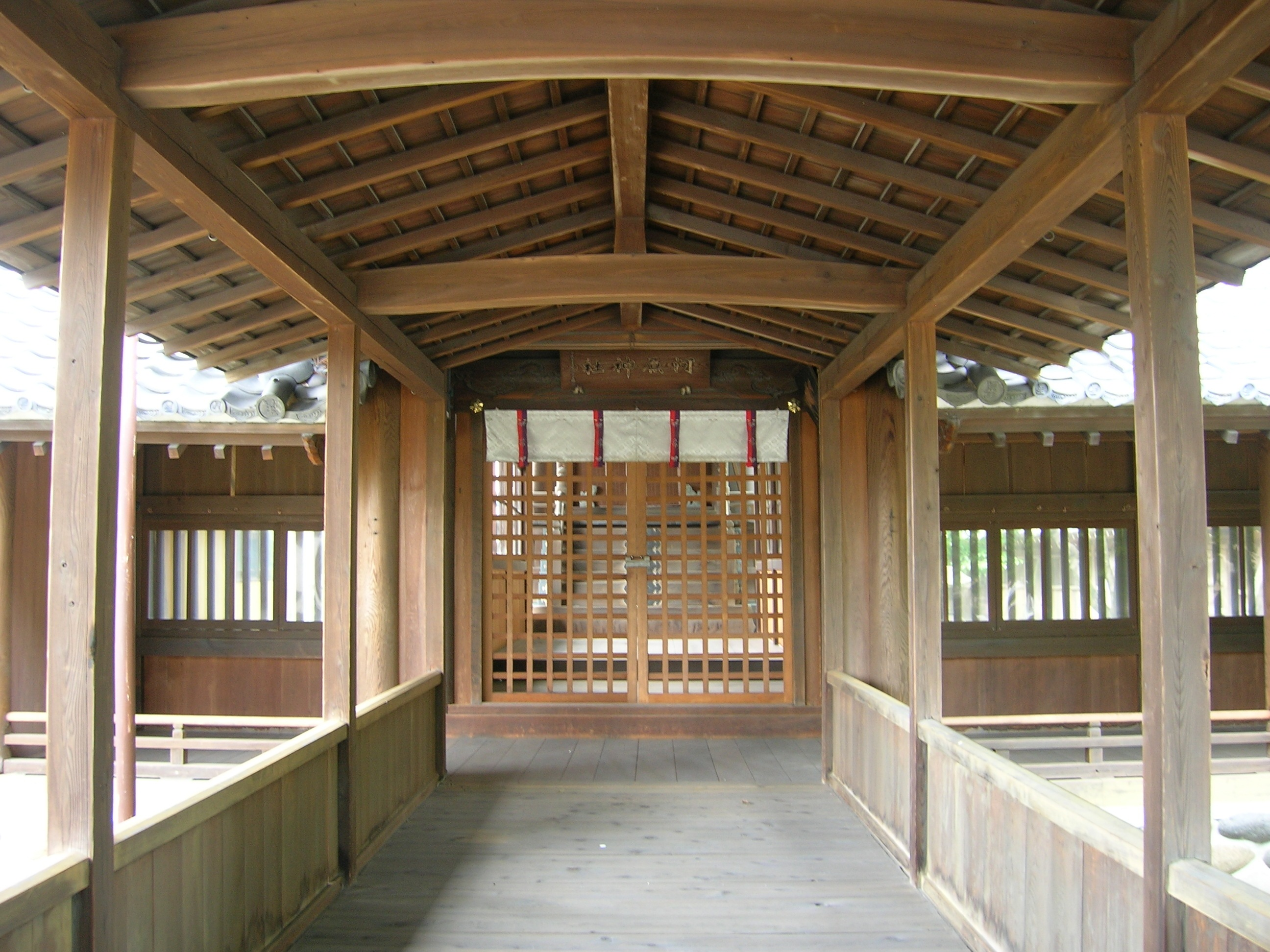
正面から見た祭文殿
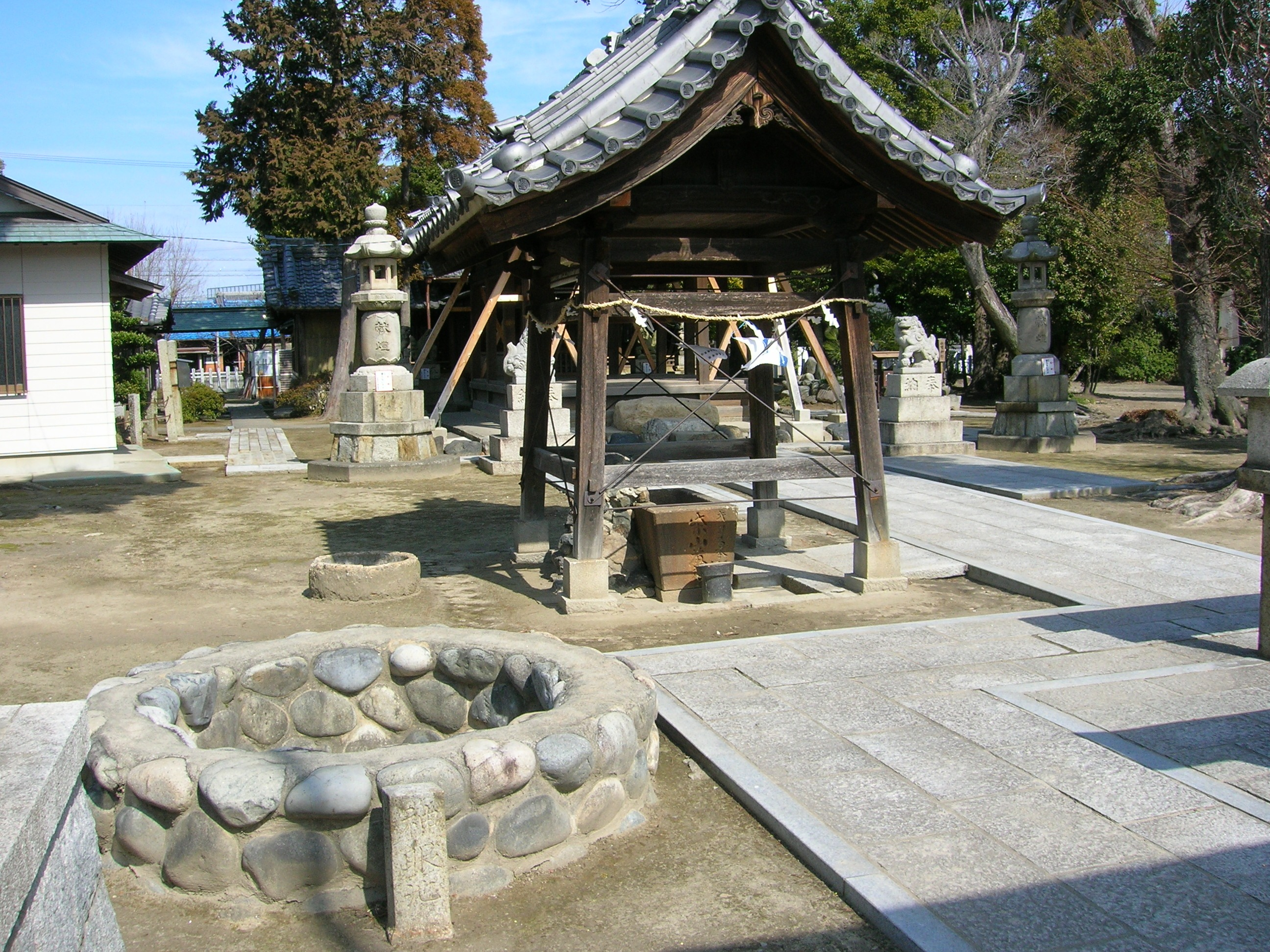
神眼池の水槽

## アクセス
- JR東海交通事業城北線・尾張星の宮駅